# Money Wigram & Sons

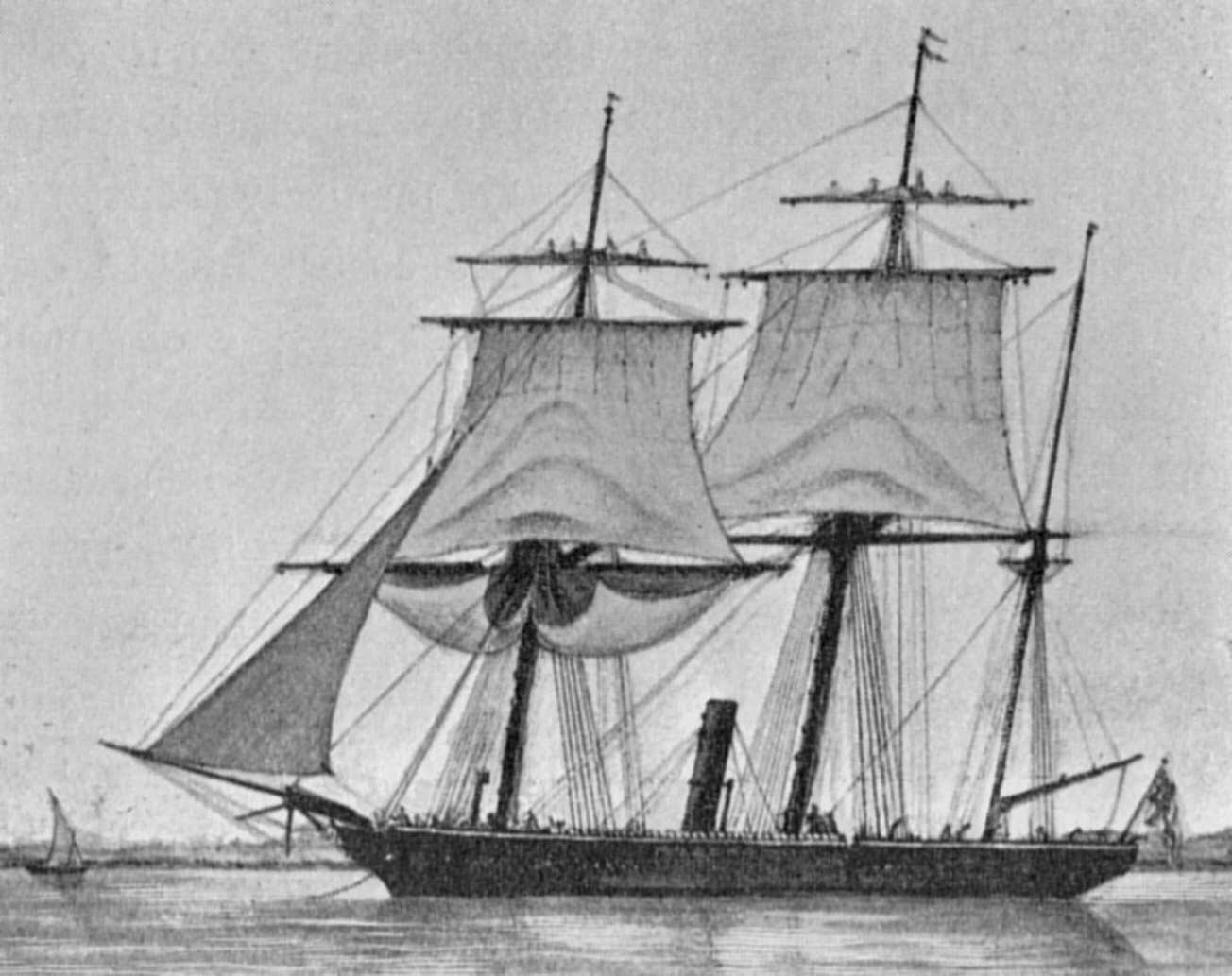
Kanonenboot HMS Surprise des Unternehmens (1856).

Money Wigram & Sons war ein britisches Schiffbau- und Schifffahrtsunternehmen in London. Es bestand von 1813 bis 1894.

## Geschichte
Die Werft Wigram & Green des Blackwall Yard gehörte 1813 zur Hälfte Robert Wigram, zu einem Viertel seinen Söhnen Money Wigram und Loftus Wigram und zu einem weiteren Viertel George Green. 1819 gab Robert Wigram seinen Anteil an die übrigen Partner ab. Auf Blackwall-Yard wurden seit dem frühen 17. Jahrhundert Ostindienfahrer der Britischen Ostindien-Kompanie und Kriegsschiffe der Royal Navy gebaut. Ab 1821 entstanden erste Dampfschiffe für fremde Rechnung, beispielsweise im Auftrag der General Steam Navigation Company. Wenige Jahre nach dem Ende des Handelsmonopols der East India Company im Jahr 1833 begann die Werft mit dem Bau der bekannten Blackwall-Fregatten.
1824 baute die Familie Green ihr erstes Schiff, die Sir Edward Paget, für eigene Rechnung. Dieses setzte vor Spithead die Georgskreuzflagge am Hauptmast, was auf einen Admiral an Bord schließen ließ. Daraufhin sandte eine Fregatte der Royal Navy eine Pinasse zur Sir Edward Paget, auf der aber kein Admiral anwesend war. Nachdem die Flagge niedergeholt war, ließ der Kapitän ein rechteckiges blaues Taschentuch in die Mitte der Flagge nähen und diese danach wieder setzen. Ab 1829 betrieb die Familie Green erste Südseewalfänger. 1829 wurde Richard Green Partner im dann Green, Wigram & Green benannten Unternehmen. Nachdem Money Wigram 1832 das erste eigene Schiff für die Australienfahrt in Fahrt genommen hatte, folgte die Green-Familie bald darauf, ebenfalls Schiffe für dieses Fahrtgebiet in Betrieb zu nehmen. In diesen Jahren wurden zwischen 500 und 1000 Menschen bei Green, Wigram and Green beschäftigt. Ab 1834 wurden mehr und mehr Schiffe für beide Familien gebaut – von 1837 bis 1862 mehr als ein Schiff pro Jahr bei nur vier Schiffsverlusten in diesem Zeitraum. Im Jahr 1839 nahm man mit der Vernon den ersten Ostindienfahrer mit Dampfmaschine in Betrieb.
1843 trennten sich Wigram und Green, wobei deren gemeinsame Werft in der Mitte geteilt wurde. Die westliche Werfthälfte firmierte danach als Money Wigram & Sons während der östliche Betriebsteil seine Arbeit als R. and H. Green and Co. fortsetzte. In den späten 1840er Jahren hatte man einen Australienliniendienst mit monatlichen Abfahrten etabliert. Die Reedereien beider Familien blieben in der Australienfahrt und entwickelten sich in den folgenden Jahrzehnten jeweils gut. Die Wigrams-Werft allerdings wurde im Jahr 1876 geschlossen. Ab 1878 dominierte die Green-Familie die Australienfahrt, nachdem sie die Orient Line von Anderson, Anderson & Co. zur Dampfschiffsreederei Orient Steam Navigation Company umgebaut hatte. Das Reedereigeschäft Money Wigram's dagegen schrumpfte, bis 1894 schließlich das letzte Schiff verkauft wurde. Im selben Jahr wurde die liquidierte Reederei Money Wigram & Sons mitsamt ihren Hausfarben von Allan Hughes übernommen und zunächst in King Steam Navigation und im Jahr darauf in Federal Steam Navigation Company umbenannt. Diese wiederum existierte bis 1983 (die letzten zehn Jahre nur noch als Schiffseignergesellschaft) weiter.